# خشغناب (هريس)
خشغناب هي قرية في مقاطعة هريس، إيران. عدد سكان هذه القرية هو 265 في سنة 2006.